# 亞馬遜異脂鯉
亞馬遜異脂鯉（学名：Heterocharax virgulatus）為輻鰭魚綱脂鯉目脂鯉亞目狼牙脂鯉科的其中一個種，分布於南美洲奧里諾科河、亞馬遜河流域，體長可達4.1公分，棲息在河川底中層水域，生活習性不明。